# Luther Blissett

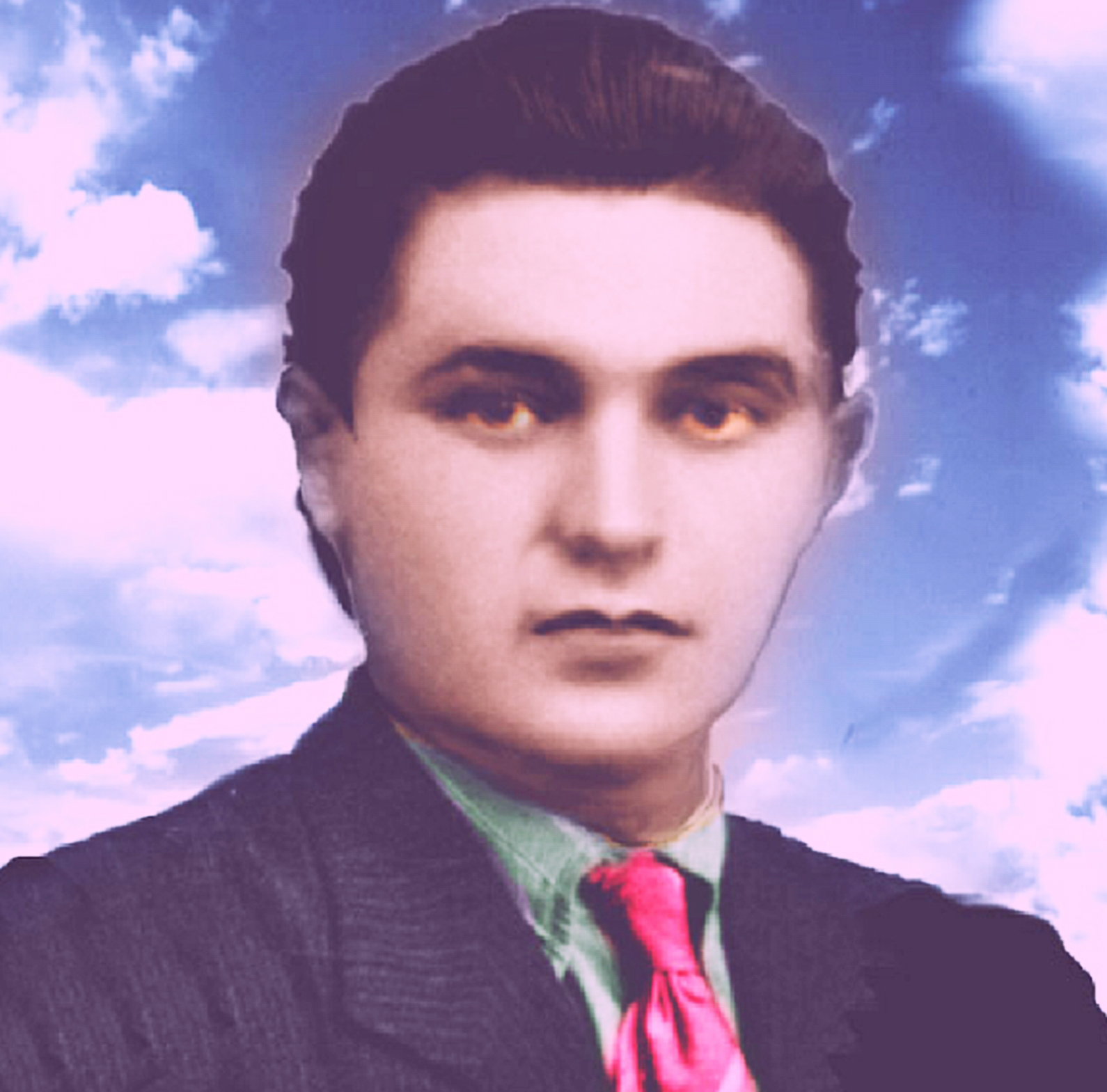
Retrato habitual de Luther Blissett.

Luther Blissett es un nombre múltiple, pseudónimo colectivo o alias multiusuario utilizado desde los años noventa (1994) por un número indeterminado de artistas, activistas y performers de Europa y Norteamérica de inspiración múltiple: marxista autónoma y altermundista principalmente, pero también en parte post-situacionista, libertaria o simplemente contestataria. Está relacionado con el sabotaje informativo y con la llamada guerrilla de la comunicación y ha estado asociado también con el análisis crítico de los medios de comunicación masivos.
El nombre, cuyo origen sigue envuelto en cierto misterio, parece corresponderse con un futbolista jamaicano. Al parecer, el Luther Blissett original habría sido un delantero centro del club de fútbol italiano Milan, cuya falta de ánimo y eficacia en el terreno de juego concitó las iras de la afición, a lo que se sumó su color de piel, lo que le valió recibir todo tipo de insultos por parte de ciertos seguidores xenófobos del equipo.

## Precedentes en cultura popular y de vanguardia
Los nombres multiusos fueron desarrollados y popularizados en los años setenta y ochenta en círculos artísticos alternativos como el Arte postal y el Neoismo. Entre otras identidades múltiples se pueden citar a Geoffrey Cohen, Omar Ravenhurst, Monty Cantsin y Karen Eliot. Ciertos pre-textos de vanguardia incluyen el pseudónimo Rrose Sélavy, conjuntamente utilizado por el artista dadaísta Marcel Duchamp y el poeta surrealista Robert Desnos.
Pero las referencias en otros campos de la cultura se remontan mucho más atrás, por ejemplo con Buda (que es tanto un sustantivo como una condición que cualquiera puede alcanzar), el pobre Konrad (el nombre colectivo adoptado por los campesinos suavos durante la rebelión fiscal en 1514), Ned Ludd y el Captain Swing. También existen precedentes en el campo de la poesía, como Taliesin y en las matemáticas con Nicolas Bourbaki.

## Proyecto Luther Blissett
El momento de mayor actividad de Luther Blissett fue el período 1994-1999, en el contexto del «Proyecto Luther Blissett» (LBP por sus siglas en inglés), cuando la identidad múltiple ya se podía rastrear por toda Europa y Estados Unidos. El «Proyecto Luther Blissett» consistía en una red algo más organizada dentro de la comunidad abierta que compartía la identidad Luther Blissett, presentándose como «el único comité central cuyo propósito es perder el control del partido».
En Usenet, la primera referencia al LBP se produce el 7 de noviembre de 1994, con un falso informe sobre las acciones y usos del nombre múltiple en diversos países; a pesar de su redacción en un inglés algo primario, está firmado por un tal «Luther Blissett» de la Universidad de Misuri-Columbia.
En Italia, el LBP se convirtió en un fenómeno muy reconocido y difundido, hasta el punto de conseguir forjar una leyenda, la fama de un héroe popular. Allí, esta especie de Robin Hood de la era de la información - además de una crítica radical a los conceptos de derecho de autor y de propiedad intelectual - libró una guerra de guerrillas en la industria cultural, llevó a cabo campañas de solidaridad no ortodoxas en favor de víctimas de la censura y represión, pero principalmente, jugó elaboradas burlas a los medios masivos de comunicación como una forma de arte. En todos los casos, siempre reclamaron la responsabilidad sobre las acciones describiendo los fallos que aprovecharon para realizarlas.
El LBP también estuvo activo en otros países europeos, especialmente España y Alemania. Diciembre de 1999 señaló el fin del Plan Quinquenal: los veteranos se «suicidaron» de manera colectiva y simbólica mediante un ritual japonés llamado Seppuku. Sin embargo, el final del LBP no implicó el final del pseudónimo colectivo, que resurge continuamente en el debate cultural y sigue siendo una firma frecuente en el web.

## El verdadero Luther Blissett
Desde los inicios, el Luther Blissett verdadero tenía conocimiento que un «grupo» estaba usando su nombre. Sin embargo, siempre hubo una gran divergencia en los informes que trataban el modo en que esto fue tomado por el futbolista: algunos decían que se sentía halagado por la atención recibida y otros sostenían que esto le disgustaba.
Blissett disipó toda duda el 30 de junio de 2004 , cuando apareció en el programa televisivo de deportes británico “Fantasy Football League - Euro 2004”, emitido por ITV. Durante todo el programa, Blissett bromeó e hizo comentarios sobre su (presunta) implicación en el Proyecto Luther Blissett. Cuando el anfitrión Frank Skinner leyó una línea del prólogo de la novela Q (La moneda del reino de los locos se bambolea en mi pecho para recordarme el eterno movimiento pendular de la humana fortuna), Blissett sacó de su chaqueta un ejemplar del libro Totò, Peppino e la guerra psichica (AAA Edizioni, 1996) y citó en el italiano original: "Chiunque può essere Luther Blissett, semplicemente adottando il nome Luther Blissett" (Cualquiera puede ser Luther Blissett sencillamente adoptando el nombre de Luther Blissett). Al final del programa, cada uno de los anfitriones y huéspedes exclamaron: "I'm Luther Blissett!" (Yo soy Luther Blissett). Dos años más tarde, algunos fragmentos del programa fueron publicados en YouTube.

## Algunas acciones de Luther Blissett
Resulta extremadamente complejo calificar a Luther Blisset, dado que su propia naturaleza conceptual es un intento de escapar a toda clasificación precisa. Las acciones de Luther Blissett suelen estar amparadas en el anonimato, destacan por su originalidad, se caracterizan por la burla y la creación de situaciones mediáticas que denuncian la frivolidad y la politización de los medios de comunicación y ponen en duda el concepto de verdad socialmente aceptado.
- Una conocida operación fue la burla, en el año 1995, al programa televisivo italiano “Chi l´ha visto?” (equivalente al ¿Quién sabe dónde? español, un programa de búsqueda de personas desaparecidas) en la que pusieron en jaque al programa, a la policía y a la prensa italiana y británica inventando la desaparición de un individuo llamado Harry Kipper, cuya vida recrearon, para darle verosimilitud a la denuncia, con todo tipo de acciones, entrevistas, fotografías trucadas, etc. Se terminó creando una personalidad múltiple, producto de la intervención de diversos artistas, que fue creída por los medios de comunicación y por las autoridades. El asunto terminó cuando se filtró a la prensa que era una operación “psicogeoturística” desarrollada por activistas italianos y británicos. Finalmente, el suceso alcanzó complicaciones delirantes al saberse que Harry Kipper había, supuestamente, existido, y que era un performer y body-artista.
- Una serie de “derivas psicogeográficas” colectivas -práctica de origen situacionista- coordinadas a través de emisiones radiofónicas del programa Radio Blissett en Roma y Bolonia. En el transcurso de una de estas “derivas” romanas, el 17 de junio de 1995, unas decenas de ravers ocuparon y “secuestraron” un autobús nocturno. Montaron una fiesta rave en el vehículo hasta que la policía decidió cortar la calle e interrumpirla. Cuando los ravers salieron del autobús los agentes les atacaron y uno de ellos hasta hizo tres disparos al aire. Un periodista de una estación de radio independiente (Radio Citta' Futura) que también estaba en el autobús, cubrió todo el incidente telefónicamente para un programa en vivo, y por lo tanto, los disparos fueron escuchados por miles de oyentes. Detuvieron a dieciocho personas. En ese momento, algunos dijeron que eran Luther Blissett, pero ninguno de ellos lo sostuvo luego en la comisaría.
- En junio de 1995 se anuncia que en la Bienal de Venecia de Artes Contemporáneas se expondrían cuadros de Loota, una chimpancé que había sido víctima de sádicos experimentos en un laboratorio farmacéutico. Tras haber sido rescatada por un grupo comando del Frente de Liberación Animal, la misma se había convertido en una talentosa artista. Algunos periódicos italianos anunciaron el evento. Pero Loota, lamentablemente, nunca había existido.
- Los sacrificios satánicos en Viterbo: Entre 1995 y 1997, decenas de personas de la región de Lacio, en Italia central, elaboraron una espectacular acción donde se simulaban misas negras, sacrificios rituales y caza de brujas en los montes de los alrededores de la ciudad de Viterbo. Los periódicos de la ciudad comenzaron a denunciar los supuestos hechos agregando algunos detalles y la historia acabó en un programa televisivo en horario central con un burdo vídeo que contenía una especie de abuso ritual satánico, dando origen a una psicosis colectiva. La reivindicación fue realizada por Luther Blissett durante el semanario de noticias de la principal cadena televisiva italiana, con una enorme cantidad de evidencia. Los activistas utilizaron la denominación "contrainformación homeopática": introduciendo una dosis controlada de falsedad en los medios, Luther Blissett demostró la falta de profesionalidad de la mayoría de los periodistas y la sinrazón del pánico moral. El bulo fue elogiado y analizado por estudiantes y expertos en medios, y fue caso de estudio en publicaciones científicas.[4][5]
- En 1999 el controvertido artista serbio Darko Maver fue seleccionado para participar en la Bienal de Venecia, exponiendo algunas de sus obras. Estas consistían en maniquíes de tamaño real que simulaban cadáveres mutilados y cubiertos de sangre. Debido a la censura estatal, en ese momento se encontraba en prisión con cargos por conducta antisocial. En Roma y Bolonia se realizaron exposiciones con imágenes de sus trabajos, prestigiosas revistas culturales publicaron un llamamiento de solidaridad y algunos críticos incluso afirmaron que lo habían conocido personalmente. Antes de la apertura de la muestra, se anunció su muerte bajo un bombardeo de la OTAN y se publicaron fotos en Internet de su cadáver. En la Bienal decidieron llevar adelante la exposición como galería póstuma. La verdad se reveló y fue reivindicada por Luther Blisset unas semanas después del Seppuku. Las “obras” eran imágenes de cadáveres reales encontradas en rotten.com y las fotos de Darko Maver pertenecían a un miembro siciliano del LBP. Fue la última gran burla del LBP y el debut de un nuevo grupo: 0100101110101101.org
- Desde 2004 existe un sitio web de una empresa denominada "Pinche Empalme Justo" que impulsa el uso compartido de las conexiones domésticas de televisión por cable en Argentina. Según una entrevista en Net Art Review el CEO de la empresa es Leandro Blisset. La experiencia es evidentemente una derivación del proyecto italiano.[6] Los realizadores del sitio aclaran "No somos un servicio de conexiones ilegales ni lucramos con las señales de televisión. Simplemente creemos que la información es un derecho fundamental y apostamos a la libre circulación de la misma a través de todos los medios que la tecnología permita a los ciudadanos": www.pinche.com.ar
- En el año 2007, unos meses antes de la publicación del último libro de la saga de Harry Potter, por medio de un correo electrónico en la lista de distribución Full Disclosure, un autodenominado grupo de hackers católicos declaró que había violado el sistema informático de Bloomsbury (con la exclusividad sobre la publicación) y que tenía en su poder el final de dicho libro. El correo citaba las palabras de condena de la saga del Papa de la Iglesia Católica, Benedicto XVI. Tres días después de la salida del libro, Luther Blissett reclamó la responsabilidad sobre la acción con un correo electrónico público donde se describe la facilidad con la que se había manipulado a los medios y se ponía en relieve el modo en que esto puede ser utilizado para ejecutar operaciones psicológicas: según sus declaraciones, en aproximadamente 48 horas la “noticia” saltó del nicho de las listas sobre seguridad informática a los medios masivos de comunicación (la CNN, la BBC, Reuters y más de 9000 blogs). La reivindicación fue ignorada por la gran mayoría de los medios de comunicación, con la notable excepción de Noticiasdot.com, que publicó una entrevista con Luther Blissett.[7]

- En enero de 2008 Se realiza el robo de la enseña nacional del Castillo de Santa Bárbara en Alicante y su sustitución por una bandera pirata por parte del grupo Luther Blissett para mostrar «el verdadero estandarte de los dirigentes de este territorio».[8]

## Q
El momento más activo de Luther Blissett fue el periodo 1994-1999, en el contexto del Proyecto Luther Blissett de Italia, cuando ya la identidad múltiple de Blissett se podía rastrear por toda Europa y Norteamérica. A finales de este periodo tuvo lugar la aparición más conocida de Luther Blisset, al figurar como autor de la novela anónima y colectiva Q, publicada en marzo de 1999 por la editorial Einaudi y traducida con rapidez al castellano (por la editorial Mondadori), inglés, alemán, holandés, francés, portugués del Brasil, danés y griego. A pesar de su inusitada factura y de las peculiares características de la edición (que, anticipándose a las licencias creative commons, autorizaba en el pie de imprenta a la manipulación y a la reproducción total o parcial de la novela, siempre y cuando fuera sin ánimo de lucro) la novela Q llegó a ser un importante éxito de ventas en diversos países. Los autores (Federico Guglielmi, Giovanni Cattabriga, Luca Di Meo y Roberto Bui) concedieron una entrevista al periódico La Repubblica, en la que afirmaron:

Nuestros nombres no tienen importancia y aún menos nuestras historias personales. Somos el equipo que escribió Q, pero en resumen somos menos del 0,04 % del Proyecto Luther Blissett.

La novela narra, mediante una compleja trama histórica, hechos relacionados con el surgimiento del anabaptismo, el luteranismo, la guerra de los campesinos alemanes de 1524-1525, y el desarrollo del fraude bancario a gran escala. 
Tras esta operación termina, en diciembre de 1999, el llamado Plan Quinquenal del Proyecto Luther Blissett. Todos los miembros originales del grupo que desde 1994 empleaban ese nombre deciden suicidarse de manera colectiva y simbólica, empleando para ello un ritual japonés llamado Seppuku. 
Nace entonces otro personaje, Wu Ming (“anónimo”, en chino mandarín) y con él la Wu Ming Foundation, una empresa de "servicios narrativos" (editorial) que ha publicado, entre otras cosas, la novela 54, nuevamente bajo licencia copyleft, y editada en España por Mondadori. Es notable que muchas librerías en línea sigan atribuyendo la obra a “un autor chino nacido en 1968”.

## Curiosidades y leyendas sobre Luther Blissett
- Según el colectivo de escritores Wu Ming, la visión de la película El castañazo —y en particular el personaje de Reggie Dunlop interpretado por Paul Newman— tuvo un papel fundamental en el nacimiento del Proyecto Luther Blissett. Ellos narran esta historia en la entrevista titulada “Cómo El castañazo inspiró una revolución cultural. Henry Jenkins entrevista a Wu Ming”. El entrevistador es profesor del MIT, titular de la cátedra Estudios comparativos sobre los medios de comunicación.[11]
- Según el artista gráfico y editor Piermario Ciani (1951-2006) -una de las primeras personas que ha citado a Blissett en Italia[12]- el Proyecto Luther Blissett fue "elucubrado entre Bolonia y Rovigo, con la complicidad de un viejo artista postal caído en desuso" pero "nació en Friuli en diciembre de 1994". El artista postal al que se refiere es Alberto Rizzi, que aparece en la novela Q con el personaje de Adalberto Rizzi (fray Álamo), así como también en todas las novelas sucesivas de Wu Ming.[13]
- Algunos intelectuales han querido ver en Luther Blissett ciertas coincidencias con el pensamiento del escritor y semiólogo Umberto Eco. Analizando el dinamismo del personaje colectivo en Alemania, en el número del 26 de mayo de 1997 del semanario alemán Der Spiegel, se lo calificaba abiertamente como padre del proyecto. Ese mismo año se publicó en la red un panfleto anónimo firmado por "KMA", con título "Il nome multiplo di Umberto Eco" [El nombre múltiple de Umberto Eco], que es un texto contrario a Blissett y se puede ubicar bajo los postulados del conspiracionismo de extrema derecha. Tras la publicación de la novela Q, resurgió el interés en este asunto por parte de la prensa, y algunos periodistas se pusieron en contacto para preguntarle a Eco si él estaba detrás de este proyecto y también para obtener algunas aclaraciones sobre el libro. Pero él desmintió totalmente estar entre quienes utilizaron el nombre múltiple, una circunstancia corroborada y ridiculizada incluso por los autores de la novela y todo el Proyecto Luther Blissett.

## Publicaciones atribuidas a Luther Blissett o sobre Luther Blissett
- Luther Blissett, Q, Einaudi, Torino, 1999 ; versión en castellano, Q, Mondadori, Barcelona, 2000; versión en francés: Seuil, Paris 2001; en holandés: Wereldbibliotheek, Ámsterdam, 2001; en danés: Hovedland, Jøbjerg, 2001; en griego: Travlos, Atenas, 2001; en alemán: Piper, Múnich, 2002; en portugués: Conrad, São Paulo, 2002; en inglés: Heinemann, Londres, 2003; Harcourt, Nueva York, 2004.
- Luther Blissett, “Totò, Peppino e la guerra psichica”, Materiali dal Luther Blissett Project, AAA, Udine 1996 (ristampato da Einaudi nel 2000) .
- Luther Blissett, “Totò, Peppino e la guerra psichica 2.0”, AAA Edizioni, Bertiolo, 1996.
- Luther Blissett, con el Grupo autónomo a.f.r.i.k.a. y Sonja Brünzels, “Handbuch der Kommunikationsguerilla”, Schwarze Risse / Rote Strasse, Berlín, 1997; versión española: “Manual de guerrilla de la comunicación”, Virus, Barcelona, 2000; versión italiana, “Comunicazione-guerriglia. Tattiche di agitazione gioiosa e resistenza lúdica all'oppressione”, DeriveApprodi, Roma 2001.
- Gilberto Centi, Luther Blissett, “L'impossibilità di possedere la creatura una e multipla”, Synergon, Bolonia, 1995.
- Luther Blissett, “Mind Invaders. Come fottere i media. Manuale di guerriglia e sabotaggio culturale”, Castelvecchi, Roma, 1995.
- Luther Blissett and Stewart Home, “Green Apocalypse”, Unpopular Books, Londres, 1995.
- Varios autores : “Transgressions: rivista internazionale di esplorazione urbana”, 1995.
- Luther Blissett, “ Rivista Mondiale di Guerra Psichica e adunate sediziose”, 1995.
- Luther Blissett, “Anarchist Integralism: Aesthetics, Politics and the Après-Garde”, Sabotage Editions, Londres, 1997.
- Luther Blissett, “Lasciate che i bimbi... pedofilia, un pretesto per la caccia alle streghe”, Castelvecchi, Roma, 1997.
- Vittorio Baccelli, “Luther Blissett dossier”, autoedición, 1997.
- "Quaderni Rossi" di Luther Blissett, 1998.
- Luther Blissett, “Nemici dello Stato: Criminali, 'mostri' e leggi speciali nella società di controllo”, DeriveApprodi, Roma, 1999.
- Luther Blissett y otros autores, “Los Papeles de la Huelga de Arte 2000-2001”, Barcelona, 1999.
- Luther Blissett, “Pánico en las redes”, Literatura Gris, Madrid, 2000.
- AAVV, “Piermario Ciani, Dal Great Complotto a Luther Blissett”, AAA Edizioni, Bertiolo (UD), 2000.
- Andrea Grilli (editor), “Luther Blissett, il burattinaio della notizia”, Punto Zero, Bologna, 2000.
- Luther Blissett e Cyrano Autogestito (editores), “McNudo. Cento buone ragioni per stare alla larga da McDonald's”, Stampa Alternativa, Viterbo, 2001.
- Luther Blissett (editor), "Cyberunderground", Edizioni Simone, Napoli, 2001.
- Luther Blissett, “The Invisible College”, Selene, Viena, 2002.
- Luther Blissett, “Guy Debord is Really Dead”, Sabotage Editions, London, 1995; versión italiana: “Guy Debord è morto davvero”, Crash Autoproduzioni, Cayenna Outgestita, Feltre 1995.

## Música
- "Luther Blissett: The Original Soundtracks": música compuesta para "Le Forbici di Manitù" (1995).

- "Klasse Kriminale, Sham 69 and Luther Blissett United in Struggle!" (1999).

- "Luther Blissett, The Open Pop Star" (1999).
- "Pechuga Band: Quo" (2004). Canción inspirada en el fenómeno Luther Blissett.